# Salticus devotus
Salticus devotus là một loài nhện trong họ Salticidae.
Loài này thuộc chi Salticus. Salticus devotus được Octavius Pickard-Cambridge miêu tả năm 1885.